# Åmliden
Åmliden is een plaats in de gemeente Norsjö in het landschap Västerbotten en de provincie Västerbottens län in Zweden. De plaats heeft 76 inwoners (2005) en een oppervlakte van 18 hectare. De plaats is geheel omringd door bos en heuvels. Åmliden is ook de naam van de hoogste berg van Västerbotten, deze berg ligt op 550 meter boven de zeespiegel.